# Gulkantad tangara
Gulkantad tangara (Melanodera xanthogramma) är en fågel i familjen tangaror inom ordningen tättingar.

## Utseende och läte
Gulkantad tangara är en vacker och knubbig finkliknande fågel. Hanen har svart strupe inramad av en gul kant. Huvud och kropp är antingen blågrå eller med grönaktig anstrykning undertill. Honan är helt streckad. Båda könen har vita stjärtsidor i norr, gula i söder.

## Utbredning och systematik
Gulkantad tangara förekommer i södra Sydamerika. Den delas in i två underarter med följande utbredning:
- Melanodera xanthogramma barrosi – förekommer i bergstrakter i Chile och västra Argentina
- Melanodera xanthogramma xanthogramma – förekommer i södra Argentina (Tierra del Fuego och Kap Horn-arkipelagen)

### Familjetillhörighet
Liksom andra finkliknande tangaror placerades denna art tidigare i familjen Emberizidae. Genetiska studier visar dock att den är en del av tangarorna.

## Levnadssätt
Gulkantad tangara hittas i klippiga sluttningar och myrar ovan trädgränsen i Anderna och Tierra del Fuego, sydliga fåglar vintertid även ner till kusten. 

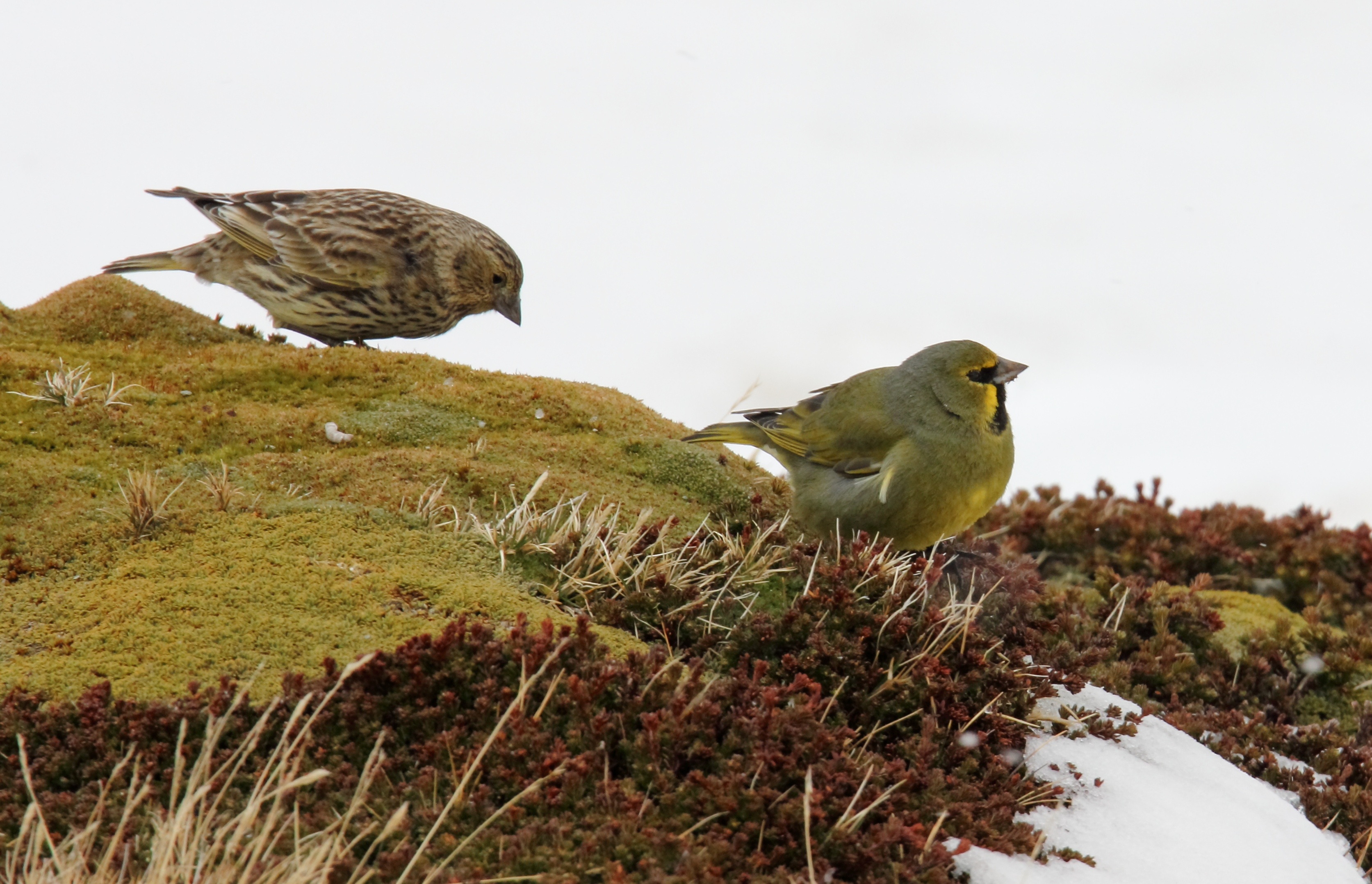

## Status
Arten har ett stort utbredningsområde och beståndet anses stabilt. Internationella naturvårdsunionen IUCN listar den därför som livskraftig (LC).